# Richard Shaw
Richard Shaw (Brentford, 11 settembre 1968) è un ex calciatore inglese.

## Palmarès

### Giocatore

#### Competizioni nazionali
- Campionato inglese di seconda divisione: 1

Crystal Palace: 1993-1994
- Full Members Cup: 1

Crystal Palace: 1990-1991